# Juan Valladares
Juan Ramon Valladares (ur. 22 stycznia 1947 w Tegucigalpie) – honduraski lekkoatleta, olimpijczyk.
Reprezentował Honduras na pierwszych dla tego kraju igrzyskach olimpijskich (Meksyk 1968). Wystąpił tam jedynie w eliminacjach biegu na 5000 metrów. W swoim wyścigu zajął ostatnie czternaste miejsce (18:21,52) z dużą stratą do przedostatniego zawodnika (niemal minuta do Gabriela M’Boi z Republiki Środkowoafrykańskiej). Jego wynik był przedostatnim wynikiem eliminacji (gorszy rezultat uzyskał tylko jego rodak Clovis Morales).